# Slot Fredrikshov

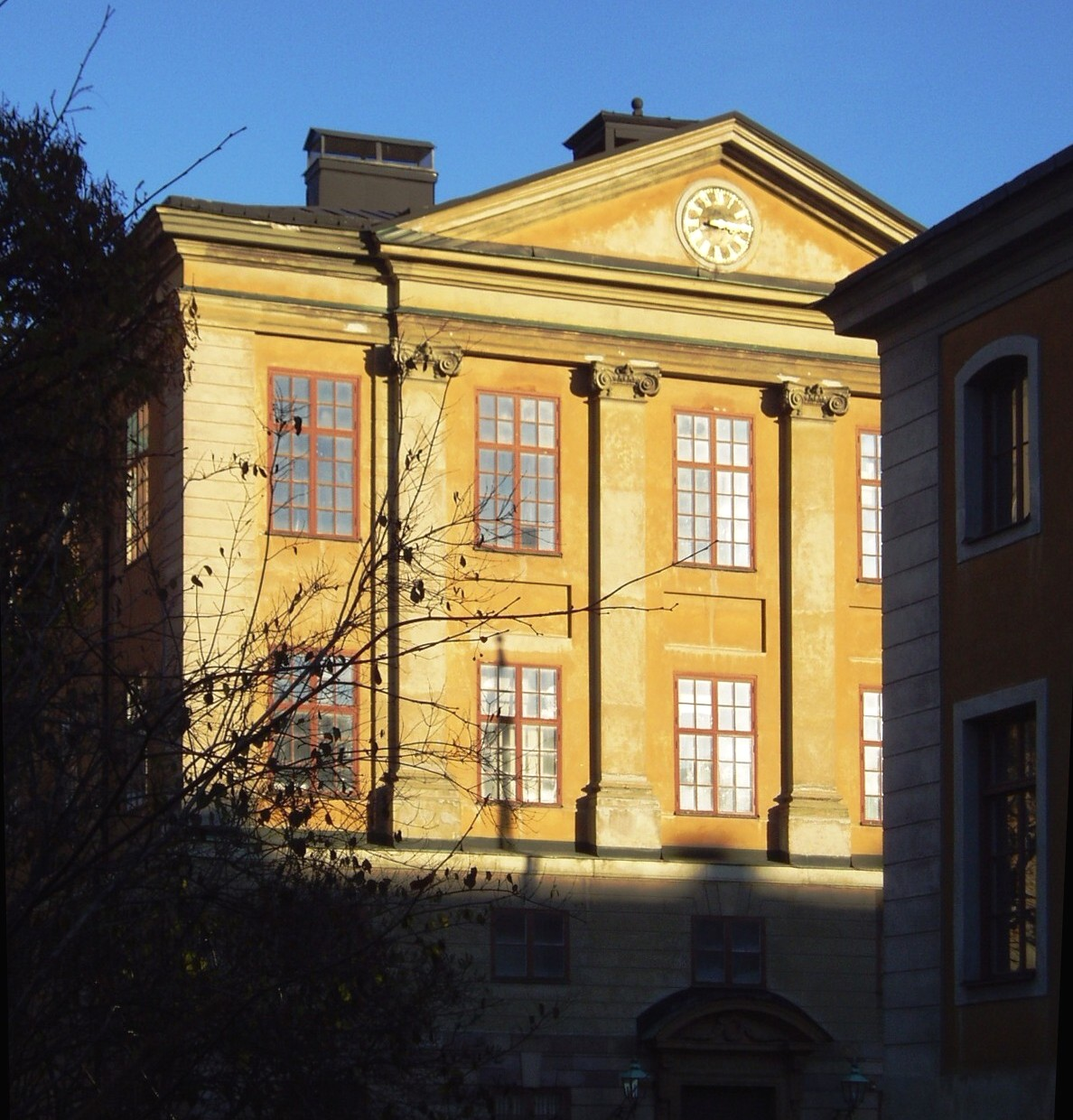
Slot Frederikshov

Slot Frederikshov is een voormalig slot in de Zweedse hoofdstad Stockholm in het stadsdeel Östermalm, waarvan sinds het einde van de 19e eeuw alleen nog een zijvleugel bestaat.
De eerste vleugel van het slot werd in de 17e eeuw gebouwd naar een ontwerp van de Frans-Zweedse architect Jean de la Vallée. In 1731 werd aan deze vleugel op last van koning Frederik I een hoofdgebouw toegevoegd, ontworpen door Carl Hårleman. De koning gebruikte het slot als jachtverblijf voor zijn jachtpartijen in Djurgården. Koningin Louisa Ulrika, die net weduwe geworden was van koning Adolf Frederik gaf de architect Carl Fredrik Adelcrantz in 1771 opdracht het slot uit te breiden met een extra vleugel. De koningin-weduwe zou zich metterwoon vestigen in het Slot. Na haar dood in 1782 waren de hoogtijdagen voor het Slot Frederikshov voorbij. Het meubilair werd verwijderd en verplaatst naar andere koninklijke verblijven. In 1895 moest een groot gedeelte van het inmiddels al meer dan een eeuw onbewoonde complex (het had alleen nog korte tijd dienstgedaan als gevangenis en kazerne) worden gesloopt om plaats te maken voor de aanleg van nieuwe straten en uitbreiding van de Stockholmse woningvoorraad.
Tegenwoordig is in de resterende vleugel een particuliere school gevestigd.